# دينيس كيلي
دينيس كيلي (بالإنجليزية: Dennis Kelly)‏ (و. 1970 – م) هو كاتب، وكاتب سيناريو، من المملكة المتحدة.

## التعليم
تعلم في كلية جولدسميث, جامعة لندن.

## أعمال بارزة
من أهم أعماله:
- Debris
- Osama the Hero
- Orphans.

## وصلات خارجية
- دينيس كيلي على موقع IMDb (الإنجليزية)
- دينيس كيلي على موقع قاعدة بيانات برودواي على الإنترنت (الإنجليزية)
- دينيس كيلي على موقع قاعدة بيانات الفيلم (الإنجليزية)